# Sluseholmen station
Sluseholmen station är en underjordisk metrostation (tunnelbana) intill Sluseholmen i Köpenhamns hamn som betjänar linje M4 på Köpenhamns metro. 
Stationen invigdes den 22 juni 2024 och är dekorerad av konstnären René Schmidt.
Över rulltrapporna hänger den åtta meter höga skulpturen Siphonophore Geometri av rostfritt stål. Sifonoforer är en ordning av nässeldjur som bland annat omfattar blåsmaneten, även kallad den portugisisk örlogsmannen. Dessutom är de bärande balkarna av betong försedda med ingjutna reliefer.